# Тјапешово
Тјапешово (слч. Ťapešovo) насељено је мјесто са административним статусом сеоске општине (слч. obec) у округу Наместово, у Жилинском крају, Словачка Република.

## Становништво
| Година:    | 1994. | 2004.    | 2014.    | 2024.    |
| ---------- | ----- | -------- | -------- | -------- |
| Број људи: | 557   | 613      | 688      | 848      |
| Разлика:   |       | +10,05 % | +12,23 % | +23,25 % |

| Година:    | 2023. | 2024.   |
| ---------- | ----- | ------- |
| Број људи: | 828   | 848     |
| Разлика:   |       | +2,41 % |

Према подацима о броју становника из 2024. године насеље је имало 848 становника.